# Association des Tunisiens des grandes écoles
 (janvier 2021).
Si vous disposez d'ouvrages ou d'articles de référence ou si vous connaissez des sites web de qualité traitant du thème abordé ici, merci de compléter l'article en donnant les références utiles à sa vérifiabilité et en les liant à la section « Notes et références ».
L'Association des Tunisiens des grandes écoles (ATUGE) est une association à but non lucratif, apolitique, indépendante et non partisane fondée en 1990 à l'initiative d'Elyès Jouini pour réunir les Tunisiens étudiants et diplômés des grandes écoles françaises d'ingénieurs et de commerce.
Elle dispose d'une antenne de droit français à Paris, d'une antenne de droit tunisien à Tunis et d'une antenne de droit britannique à Londres. Elle possède également des antennes à Bordeaux, Lyon, Grenoble, Lille, Toulouse et Nice.
Pour animer ce réseau, elle dispose d'un bureau des étudiants et de clubs professionnels : conseil, durabilité, entrepreneurs, finance, formation, industrie, industrie culturelle et créative, digital, média & culture, digital, ATUGE au féminin, etc. Ces clubs organisent tout au long de l'année des conférences, invitant des professionnels et des experts de chaque secteur.

## Historique
L'ATUGE est créée en 1990 afin d'accueillir en France les étudiants tunisiens des classes préparatoires et des grandes écoles et les aider dans leurs démarches et leur intégration. Au fil des années, l'ATUGE s'élargit et devient une association reconnue pour la diversité et la qualité de ses événements (forum de recrutement, conférences, activités culturelles et sportives) généralement ouverts à tous.

## Missions
Les missions de l'association sont :
- l'animation de la communauté des membres, en étant un trait d'union entre la Tunisie, l'Europe et l'Asie au travers des quatre antennes ;
- la contribution à la réflexion collective sur les enjeux économiques et sociaux du pays ;
- l'engagement citoyen et culturel ;
- le partenariats avec d'autres organismes sur des projets communs.

## Adhérents
- Étudiants des classes préparatoires ;
- Diplômés des grandes écoles d'ingénieurs ou de commerce ;
- Membres partageant les valeurs de l'association.

## Valeurs
- Méritocratie ;
- Intégrité ;
- Quête de l'excellence ;
- Engagement pour l'intérêt général ;
- Solidarité.

## Direction

### France
La liste complète des présidents est la suivante :
- Elyès Jouini (1991-1993)[1]
- Moncef Stambouli (1994-1995)
- Sami Zghal (1996)
- Mohamed Braham (1997-1998)
- Mohamed Koubaa (1998-2000)
- Adel Ben Haj Yedder (2001)
- Amine Aloulou (2002-2006)
- Ouissem Ghorbal (2007-2008)
- Maher Barboura (2009-2011)
- Béchir Tourki (2012-2013)
- Hanen Ktita (2014-2015)
- Ahmed Amine Azouzi (2016-2017)
- Sirine Ben Hassine (2018-2019)
- Karim Jbeli (2019-2020)
- Nabil Aljane (2020-2021)
- Marwa Mezghani (2021-2022)
- Rihab Hafidhi (2022-2023)
- Meriem Bourbia (2023-2024)

### Tunisie
La liste complète des présidents est la suivante :
- Aziz Mebarek (1991-1992)
- Sihem Ben Mahmoud Jouini (1993-1994)
- Mohamed Frikha (1995-1996)
- Khalil Charfi (1997-1998)
- Talel Cherif (1999-2002)
- Mondher Khanfir (2003-2004)
- Hassen Zargouni (2005-2008)
- Sami Zaoui (2009-2010)
- Khaled Abdeljaoued (2 mois en 2011)
- Mehdi Gueddas (2011-2012)
- Walid Kalboussi (2013-2014)
- Hatem Chebeane (2015-2016)
- Samar Louati (2017-2018)
- Emna Kharouf (2019-2020)
- Mouna Ben Halima (2021-2022)
- Amine Aloulou (2022-2024)

### Royaume-Uni
La liste complète des présidents est la suivante :
- Noomane Fehri (2008-2009)
- Doraid Zaghouani (2010)
- Fakher Ben Atig (2011-2016)
- Aous Labbane (2017-2020)
- Samia Rezgui (2020-2022)
- Fakhri Selmi (2022-2023)
- Khansa Gharbi (2023-2024)

### Membres notoires
- Mehdi Houas[1],[2]

## Principaux événements
L'association organise tout au long de l'année divers événements professionnels, étudiants et culturels. Le forum annuel des entreprises est l'événement le plus important et le plus médiatisé de l'association. Il se déroule en trois étapes, à Paris, Tunis et enfin Londres. Chaque volet d'une journée réunit plus de trente entreprises qui viennent à la rencontre de plus de 1 200 visiteurs pour présenter des perspectives de carrière en Tunisie et au Maghreb. Des conférences et des tables rondes sont également organisées pour traiter du thème choisi pour l'année. D'autres espaces existent aussi, tels qu'un espace consacré à l'entrepreneuriat et à l'investissement (Village Challenge).
Des conférences et tables rondes sont également organisés par les clubs professionnels de l'ATUGE et réunissent des intervenants de renom représentant le monde de l'entreprise tunisienne, française et européenne. Les conférences sont également le lieu de rendez-vous de professionnels et d'experts autour de sujets — gouvernance de l'Internet, secteurs énergétique et du bâtiment en Tunisie, Private Equity en Afrique, conseil en Tunisie et en Afrique du Nord — où les témoignages des uns et des autres peuvent apporter un éclairage nouveau.
L'ATUGE organise par ailleurs un concours de création d'entreprises sur business plan (AT'Venture) porté par le club entrepreneurs de l'ATUGE France, dans la droite ligne de la tradition d'excellence de l'association. Une autre initiative (Accueil des prépas) vise à accueillir les étudiants tunisiens admis en classes préparatoires aux grandes écoles ; cet accueil repose sur une aide tant sur le plan de l'orientation des études que sur le plan administratif et logistique (solutions de logement, accueil à la rentrée, ouverture de comptes en banque, etc.). Des sorties permettent aussi aux membres de se retrouver et d'échanger sur des sujets divers (Afterwork et networking drink). Enfin, des activités de loisirs et culturelles (voyage annuel, tournoi sportif Olympix, barbecue de l'Aïd ou Assida Party) sont organisées.